# Benny Andreasson
Benny Andreasson (født i 29. januar 1943 i Helsingør) er en dansk læge og tidligere dansk atlet. 
Benny Andreassons interesse for højdespring begyndte i Helsingør Gymnasium, hvor ban viste sit talent som højdespringer ved at sætte skolerekord med 1,75 m. I begyndelsen af 1960'erne begyndte han med Hugo Olofsson som træner at springe højdespring for Helsingør IF. Allerede i 1964 var han på landsholdet. Han var dansk mester i højdespring 1965 med 1.98, og senere samme år kom han over 2.07, hvilket var ny dansk rekord. Selvom han specialiserede sig i højde, blev det i 1965 også til 13.22 i trespring. Hans karriere blev ikke så lang, da han pådrog sig en knæskade. Han kunne dog trække sig tilbage med en sølvmedalje ved DM i 1968, med blot et spring. 
Benny Andreasson blev student fra Helsingør Gymnasium 1962 og tog en lægevidenskabelig embedseksamen ved Københavns Universitet 1971. Han forsvarede den 3. juli 1986 sin afhandling: »Invasive and intraepithelial neoplasis of the vulva. Prognostic Aspects« for den medicinske doktorgrad. Overlæge dr.med. på gynækologisk afdeling på Herlev Hospital. 

## Danske mesterskaber
- Sølv 1968  Højdespring  1,95
- Sølv 1966  Højdespring  1,95
- Guld 1965  Højdespring  1,98
- Sølv 1964  Højdespring  1,98
- Bronze 1963  Højdespring  1,85

## Personlig rekord
- Højdespring: 2,07 (1965)